# Sociedad Española de Astronomía
La Sociedad Española de Astronomía (SEA) es la asociación que representa a los astrónomos y astrofísicos españoles. Esta asociación las componen más de 500 astrofísicos profesionales y algunos astrónomos amateur que han contribuido de manera notable a la astronomía.
Su objetivo principal es contribuir a promocionar el desarrollo de la astronomía en España y, de manera particular, la SEA intenta proporcionar un fórum independiente para la discusión de asuntos de interés común para la comunidad astronómica. Para ello cuenta con una junta directiva, diversos grupos temáticos de trabajo y organiza una reunión científica bienal.
La actual presidencia la ocupa la Dra. Francesca Figueres, profesora del Departamento de Física Cuántica y Astrofísica (actualmente, entre otras asignaturas, destacada profesora de Ecuaciones Diferenciales y Cálculo Vectorial para alumnos de primero de Física de UB), y vicedirectora del Instituto de Ciencias del Cosmos de la Universidad de Barcelona (ICCUB, IEEC-UB).
La sociedad tiene varios servicios para la comunidad astronómica:
- Listas de correo de información
- Atención a medios de comunicación
- Boletín de noticias
- Organización de un congreso bienal

La SEA se organiza en diversas comisiones o grupos de trabajo temáticos. Actualmente son:
- Comisión Científica
- Comisión Pro-Am (profesionales-amateurs)
- Comisión de Terminología Astronómica
- Comisión Mujer y Astronomía
- Comisión de Enseñanza
- Comisión de Comunicación

## Boletín
La SEA publica semestralmente un Boletín Informativo que se distribuye entre sus socios. En este Boletín se informa sobre las actividades de la Sociedad, sobre novedades en el campo de la astronomía y también contiene artículos sobre temas científicos de actualidad y reseñas de tesis doctorales.
Desde el verano de 2011, el Boletín semestral de la Sociedad Española de Astronomía se edita en formato electrónico y está accesible para todo el público.

## Informe sobre el estado de la astrofísica en España
En 2002 por encargo de la Sociedad se elaboró un estudio del estado de la astrofísica en España del cual se deduce varias cosas:
- Que el número de astrónomos por millón de habitantes en España era mucho menor que en otros países de Europa (Francia, Reino Unido, Alemania).
- Que la investigación en Astrofísica en España tenía un nivel muy alto, y se publicaba más en Astronomía que el resto de ciencias.
- Era de vital importancia la entrada de España en el ESO (finalmente se ha formalizado la entrada de España en ESO).[3]
- La importancia de incentivar algunas áreas de la astronomía española, como por ejemplo la Instrumentación.